# Narada
Narada, um dos grandes sábios (muni) da literatura védica, filho de Brahma e também mensageiro dos deuses. Devarishi (sábio entre os deuses) Narada é tido como uma das eminências no processo religioso de bhakti, é considerado o autor de um Purana (Narada Purana), do Narada-bhakti-sutras e de inúmeros outros textos védicos.